# Evelyn Kawamoto
Evelyn Kawamoto (n. 17 septembrie 1933, Territory of Hawaii⁠(d), SUA – d. 22 ianuarie 2017, Hawaii, SUA) a fost o înotătoare ce a reprezentat Statele Unite ale Americii, medaliată olimpică. A participat la o ediție a Jocurilor Olimpice (1952) în care a câștigat 3 medalii de bronz.